# Podněsterský cestovní pas

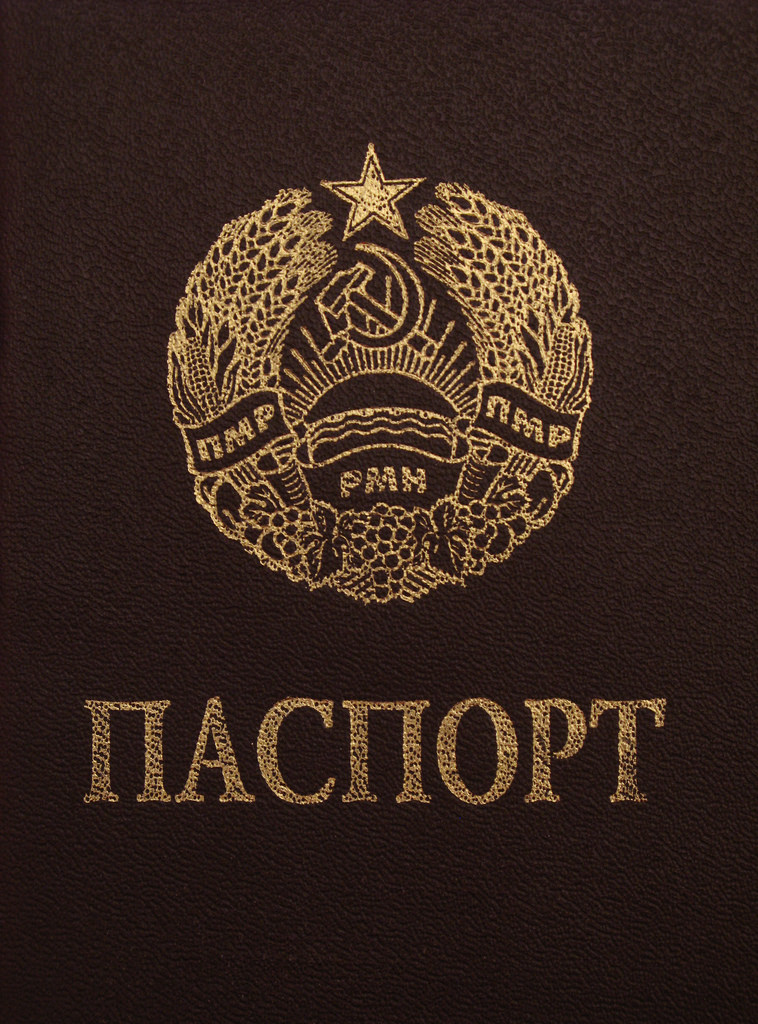
Podněsterský cestovní pas

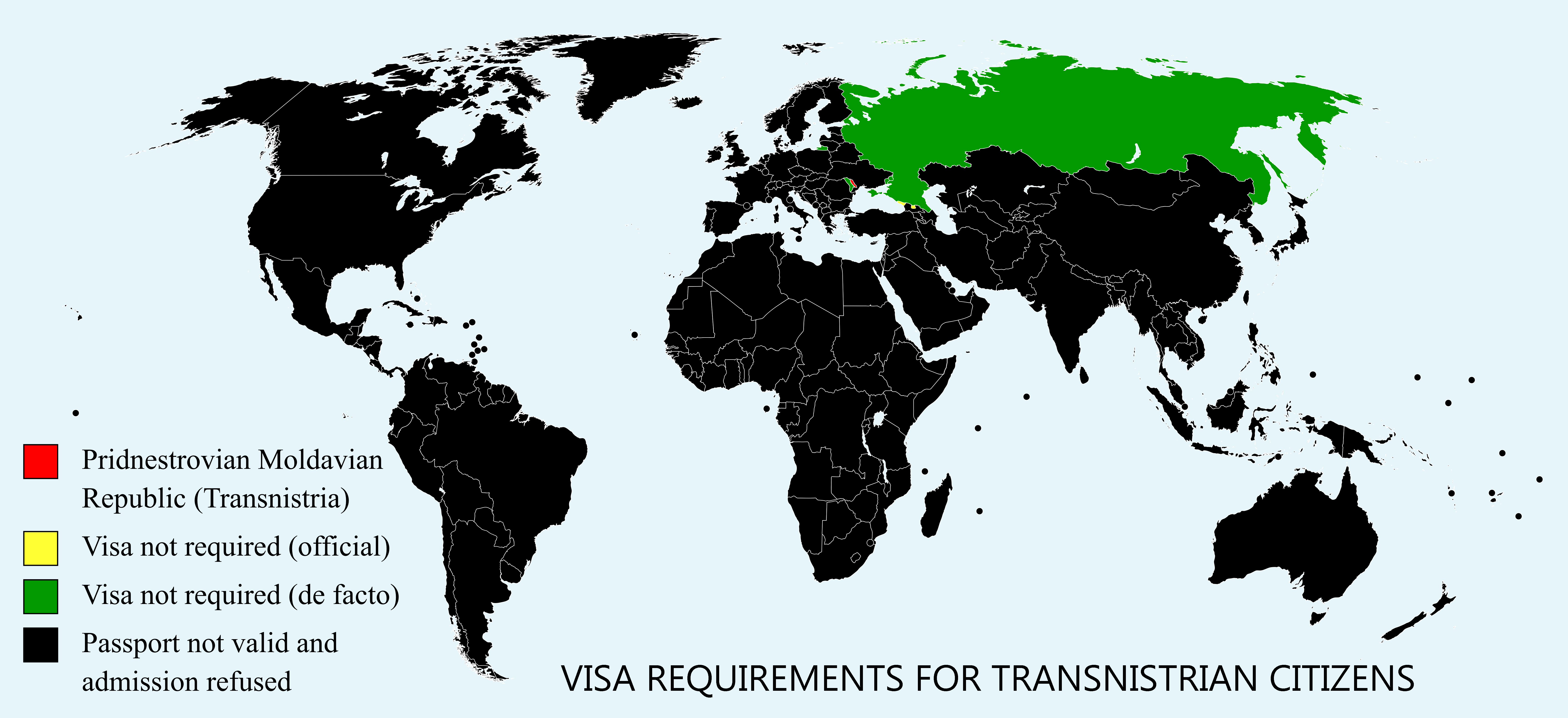
Vízové požadavky

Podněsterský pas se vydává občanům Podněsterské Moldavské republiky (také známé jako Podněstří) za účelem mezinárodního cestování a za účelem právní identifikace v Podněstří. Ale ne každý stát uznává Podněstří jako nezávislý stát, a tak s tímto pasem není možné všude cestovat, a to ani s vízem.[ujasnit]